# Löschwasser
Löschwasser dient den Feuerwehren beim Bekämpfen von Bränden als Löschmittel. Ein Feuer erlischt, wenn der brennende Stoff unter seine Zündtemperatur abgekühlt wird.

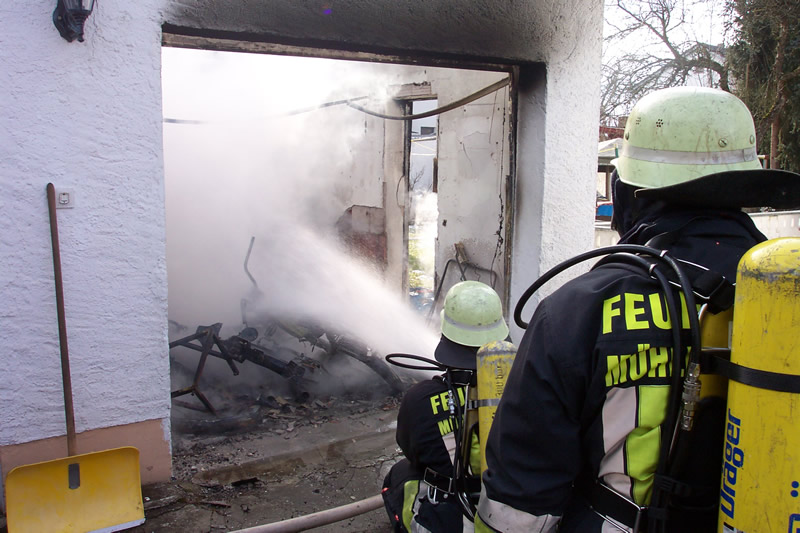
Einsatz von Wasser als Löschmittel

Das Löschwasser wird auf Fahrzeugen zur Einsatzstelle mitgeführt oder vor Ort durch Wasserentnahme gefördert.
Beim Löschen von Bränden kann es vorkommen, dass durch das Löschwasser zwischen stromführenden Teilen (Kabel, Elektrogeräte) eine leitfähige Verbindung bis hin zum sogenannten Kurzschluss entsteht oder dass die löschende Person selbst über das Wasser Teil eines Stromkreises wird und einen elektrischen Schlag erhält. Auch deshalb wird bei Löscharbeiten Wasser möglichst zersprüht, um einen kompakten und daher stromleitenden Wasserstrahl zu vermeiden.

## Vorteile

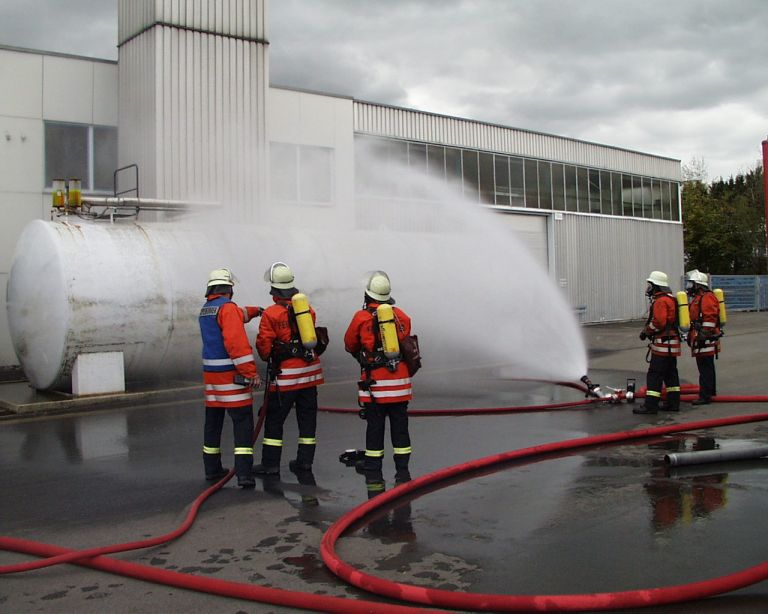
Kühlen eines Kraftstofftanks bei einer Einsatzübung

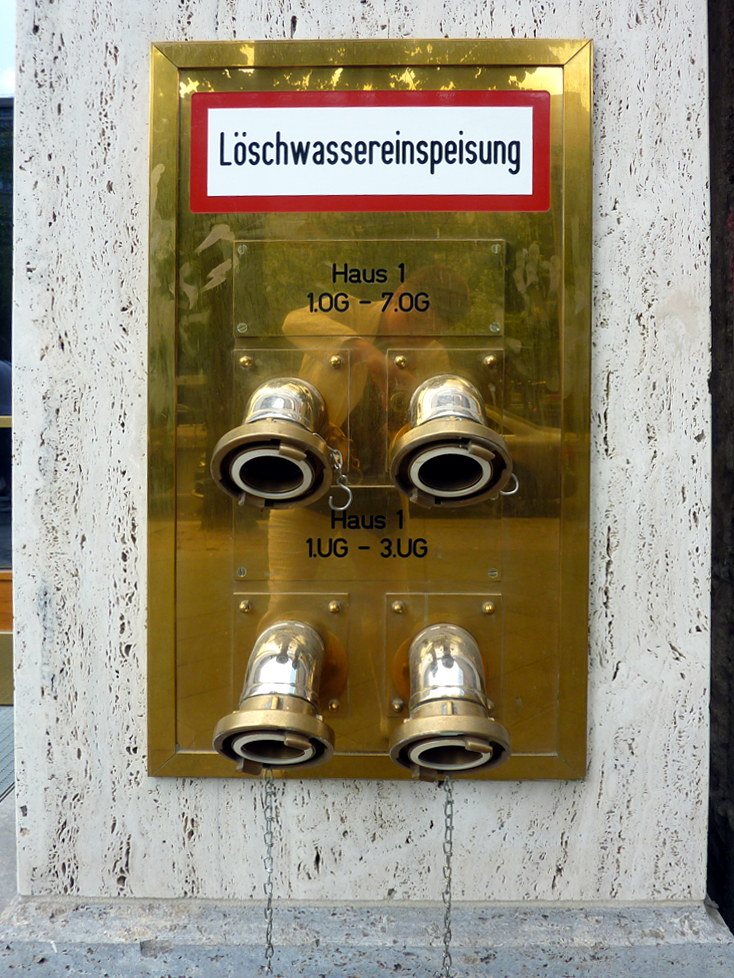
Vorrichtung zur Löschwassereinspeisung für die Feuerwehr

Wasser als Löschmittel ist preiswert und leicht verfügbar. Flüssiges Wasser wird nicht heißer als 100 °C, damit liegt seine Maximaltemperatur niedriger als die Zündtemperatur vieler brennbarer Stoffe. Zudem ist es für Menschen und Tiere ungefährlich und nicht umweltschädlich. Durch seine hohe Verdampfungsenthalpie vermag Wasser große Energiemengen aufzunehmen und dadurch die Umgebung abzukühlen. Der beim Löschen entstehende Wasserdampf verdrängt außerdem den bei einer Verbrennung benötigten Sauerstoff.

## Einsatzgrenzen
- Alkalimetalle und brennende Erdalkalimetalle reagieren unmittelbar und heftig mit Wasser, dabei entsteht hochentzündlicher Wasserstoff.
- Schornsteinbrände: Aus einem Liter Wasser entstehen ca. 1700 l Wasserdampf, das schlagartige Verdampfen und die damit einhergehende Volumenvergrößerung kann einen Schornstein sprengen.
- Heiße Brände in engen Räumen: Hier besteht bei falscher Löschtaktik Verbrühungsgefahr durch die entstehenden großen Mengen Wasserdampf.
- Heiße Fette, Öle und Wachse mit Temperaturen über 100 °C: Nach dem Einsinken in die Flüssigkeit verdampft das Wasser schlagartig (Siedeverzug) und verspritzt das Öl, der Ölnebel kann explosionsartig verbrennen.
- Flüssigkeiten, die spezifisch leichter als Wasser sind, z. B. Heizöl, Diesel, Benzin: Die leichtere brennende Flüssigkeit schwimmt auf dem Wasser auf und verteilt sich so. Das Wasser selbst erzielt dabei keine Löschwirkung, da es sich unter dem brennenden Medium befindet.
- Brände in elektrischen Anlagen: Die elektrische Leitfähigkeit von Wasser birgt die Gefahr, mit Hochspannung in Kontakt zu kommen und einen elektrischen Schlag zu erleiden oder durch einen Kurzschluss weitere Brände auszulösen. Daher ist der Einsatz nur unter der Einhaltung gewisser Mindestabstände möglich. Zudem wird bei einem Einsatz von Wasser die gesamte elektrische Anlage unbrauchbar, auch die Teile, die vom Feuer verschont wurden.
- (Leicht-)Metalle und Legierungen mit diesen als Hauptbestandteil (wie sie z. B. in modernen Pkw-Motoren anzutreffen sind) verbrennen bei sehr hohen Temperaturen, bei welchen Wasser in Sauerstoff und Wasserstoff dissoziiert. Beide Stoffe reagieren sofort wieder miteinander, fachen den Brand weiter an und können als Knallgasreaktion auch für Explosionen sorgen.
- Stoffe, die das Löschwasser aufnehmen und dadurch aufquellen können, wie beispielsweise Sägespäne oder Holzpellets. Die durch das Wasser entstehende Volumenvergrößerung kann zum Bersten des Lagergefäßes führen. Ebenso kann dieser Effekt bei einem Heubodenbrand (Raum über einer Stallung, in der Heu gelagert wird) dazu führen, dass das vollgesogene Heu zu schwer wird, und die Deckenkonstruktion zusammenbricht.
- Brände von Elektrofahrzeuge – Nachteil des Löschens mit Wasser ist, dass hierfür laut Fahrzeughersteller etwa 11.300 Liter Wasser benötigt werden, die ununterbrochen auf die Batterie aufgebracht werden müssen. Der Weltfeuerwehrverband CTIF (Internationales Technisches Komitee für vorbeugenden Brandschutz und Feuerlöschwesen)  berichtet aus den USA, dass eine US-Feuerwehr 24.000 Gallonen – fast 90.000 Liter – Wasser verbrauchte, um einen Batteriebrand in einem Tesla auf einem Parkplatz zu löschen. Laut CTIF deuten Studien darauf hin, dass sogar noch mehr Wasser notwendig sein könnte, um Brände in Elektrofahrzeugen zu löschen. Es könnten bis zu 150.000 Liter Löschwasser erforderlich sein.[1] Diese Wassermengen stehen aber nicht überall, beispielsweise auf Autobahnen oder außerhalb bewohnter Gebiete, zur Verfügung. Selbst Tanklöschfahrzeuge können teilweise nur bis zu 4.000 Liter Wasser aufnehmen.

## Zusätze
An der Einsatzstelle kann aus Löschwasser durch Zusatz von Schaummitteln Löschschaum und durch Zusatz von Netzmitteln Netzwasser hergestellt werden.

## Geschichte
Vor Gründung von Feuerwehren hatten in den Ortschaften bei einem Brand alle arbeitsfähigen Einwohner mit Löschwasser gefülltem Eimer zur Brandstelle zu eilen und sich in doppelter Reihe zum Löschwasserteich aufzustellen: „Durch die Hände lange Kette um die Wette flog der Eimer.“